# EESL Vysšaja Liga 2020
La EESL Vysšaja Liga 2020 sarà la 1ª edizione del campionato di secondo livello di football americano gestito  dalla EESL.
Ha valore di coppa nazionale russa .
Il torneo è stato fortemente ridimensionato e ristrutturato rispetto alla prima versione a 23 squadre (poi 19 inserite nei gironi), passando a un totale di sole 9 squadre.

## Prima versione

### Squadre partecipanti
| Club                                 | Città                | Stadio | Sponsor ufficiale | Risultato nella stagione 2019 |
| ------------------------------------ | -------------------- | ------ | ----------------- | ----------------------------- |
| Astana Wolves                        | Astana               |        |                   |                               |
| Black Grizzlies Komsomolsk           | Komsomol'sk-na-Amure |        |                   |                               |
| Bryansk Robbers                      | Brjansk              |        |                   |                               |
| Cyborgs Obninsk                      | Obninsk              |        |                   |                               |
| Donetsk Scythians                    | Donec'k              |        |                   |                               |
| Ekaterinburg Ural Lightnings         | Ekaterinburg         |        |                   |                               |
| Khabarovsk Legio 27                  | Chabarovsk           |        |                   |                               |
| Krasnodar Bisons                     | Krasnodar            |        |                   |                               |
| Moscow Black Storm                   | Mosca                |        |                   |                               |
| Moscow Dragons                       | Mosca                |        |                   |                               |
| Moscow United                        | Mosca                |        |                   |                               |
| Petrozavodsk Karelian Gunners        | Petrozavodsk         |        |                   |                               |
| Podolsk Vityaz                       | Podol'sk             |        |                   |                               |
| Samara Stormbringers                 | Samara               |        |                   |                               |
| Sankt Petersburg MČS University Team | San Pietroburgo      |        |                   |                               |
| Sevastopol Titans                    | /Sebastopoli         |        |                   |                               |
| South Urals Scouts                   | Čeljabinsk           |        |                   |                               |
| Spartak Moskva 2                     | Mosca                |        |                   |                               |
| Tula Tarantula                       | Tula                 |        |                   |                               |
| Vladivostok Wildpandas               | Vladivostok          |        |                   |                               |
| Voronezh Mighty Ducks                | Voronež              |        |                   |                               |
| VSMU Predators                       | Vicebsk              |        |                   |                               |
| Yakutian Boturs                      | Jakutsk              |        |                   |                               |

### Gironi
| Girone Nord                          | Girone Centro         | Girone Ovest    | Girone Sud        | Girone Urali                 | Girone Estremo oriente     |
| ------------------------------------ | --------------------- | --------------- | ----------------- | ---------------------------- | -------------------------- |
| Petrozavodsk Karelian Gunners        | Moscow United         | Bryansk Robbers | Krasnodar Bisons  | South Urals Scouts           | Black Grizzlies Komsomolsk |
| Podolsk Vityaz                       | Tula Tarantula        | Cyborgs Obninsk | Sevastopol Titans | Ekaterinburg Ural Lightnings | Khabarovsk Legio 27        |
| Sankt Petersburg MČS University Team | Voronezh Mighty Ducks | VSMU Predators  |                   | Samara Stormbringers         | Vladivostok Wildpandas     |
| Spartak Moskva 2                     |                       |                 |                   |                              | Yakutian Boturs            |

## Versione definitiva

### Stagione regolare

#### Calendario

##### 1ª giornata
| Čeljabinsk 25 luglio 2020 | South Urals Scouts | 0 – 26 (0-0 0-6 0-6 0-14) referto | Samara Stormbringers | SK Lokomotiv |

##### 2ª giornata
| Ekaterinburg 15 agosto 2020 | Ekaterinburg Ural Lightnings | 14 – 6 (6-6 2-0 6-0 0-0) referto | South Urals Scouts | Stadion Lokomotiv |

##### 3ª giornata
| Samara 29 agosto 2020, ore 15:00 | Samara Stormbringers | 22 – 14 (0-8 8-6 2-0 12-0) referto | Ekaterinburg Ural Lightnings | SK Lokomotiv |

| Obninsk 29 agosto 2020 | Cyborgs Obninsk | 6 – 12 (0-0 6-6 0-0 0-6) referto | Podolsk Vityaz | Stadion Trud |

| San Pietroburgo 30 agosto 2020, ore 14:00 | Sankt Petersburg Griffins | 42 – 6 (14-0 22-6 0-0 6-0) referto | Petrozavodsk Karelian Gunners | Stadion Izhorets |

##### 4ª giornata
| Korolëv 12 settembre 2020 | Spartak Moskva | 14 – 49 (0-21 7-14 7-0 0-14) referto | Sankt Petersburg Griffins | Stadion Vympel |

| Ekaterinburg 12 settembre 2020 | Ekaterinburg Ural Lightnings | 20 – 21 (6-14 0-7 0-0 14-0) referto | Samara Stormbringers | Stadion Lokomotiv |

| Korolëv 13 settembre 2020 | Moscow United | 36 – 0 (14-0 22-0 0-0 0-0) referto | Cyborgs Obninsk | Stadion Čajka |

##### 5ª giornata
| Samara 26 settembre 2020 | Samara Stormbringers | 0 – 7 (0-7 0-0 0-0 0-0) referto | South Urals Scouts | SK Lokomotiv |

| San Pietroburgo 27 settembre 2020 | Sankt Petersburg Griffins | 54 – 14 (24-14 16-0 0-0 14-0) referto | Spartak Moskva | Stadion Izhorets |

| Podol'sk 27 settembre 2020 | Podolsk Vityaz | 18 – 8 (0-8 0-0 6-0 12-0) referto | Moscow United | Centro di allenamento dello stadio Trud |

##### 6ª giornata
| Petrozavodsk 10 ottobre 2020 | Petrozavodsk Karelian Gunners | - – - (annullata) referto | Sankt Petersburg Griffins |  |

##### 7ª giornata
| Kopejsk 17 ottobre 2020 | South Urals Scouts | 0 – 14 (0-0 0-6 0-0 0-8) referto | Ekaterinburg Ural Lightnings | Stadion Chimik |

#### Classifiche
Le classifiche della regular season sono le seguenti:
- PCT = percentuale di vittorie, G = partite giocate, V = partite vinte,  P = partite perse, PF = punti fatti, PS = punti subiti

##### Girone Ovest
| Pos. | Squadra                       | PCT   | G | V | N | P | PF  | PS  |
| ---- | ----------------------------- | ----- | - | - | - | - | --- | --- |
| 1    | Sankt Petersburg Griffins     | 1.000 | 3 | 3 | 0 | 0 | 145 | 34  |
| 2    | Spartak Moskva                | .000  | 2 | 0 | 0 | 2 | 28  | 103 |
| 3    | Petrozavodsk Karelian Gunners | .000  | 1 | 0 | 0 | 1 | 6   | 42  |

##### Girone Centro
| Pos. | Squadra         | PCT   | G | V | N | P | PF | PS |
| ---- | --------------- | ----- | - | - | - | - | -- | -- |
| 1    | Podolsk Vityaz  | 1.000 | 2 | 2 | 0 | 0 | 30 | 14 |
| 2    | Moscow United   | .500  | 2 | 1 | 0 | 1 | 44 | 18 |
| 3    | Cyborgs Obninsk | .000  | 2 | 0 | 0 | 2 | 6  | 48 |

##### Girone Urali
| Pos. | Squadra                      | PCT  | G | V | N | P | PF | PS |
| ---- | ---------------------------- | ---- | - | - | - | - | -- | -- |
| 1    | Samara Stormbringers         | .750 | 4 | 3 | 0 | 1 | 69 | 41 |
| 2    | Ekaterinburg Ural Lightnings | .500 | 4 | 2 | 0 | 2 | 62 | 49 |
| 3    | South Urals Scouts           | .250 | 4 | 1 | 0 | 3 | 13 | 52 |

### Playoff

#### Tabellone
|  | Semifinali | Semifinali                | Semifinali |                |    | Finale                    | Finale               | Finale          |  |
|  |            |                           |            |                |    |                           |                      |                 |  |
|  | 1O         | Sankt Petersburg Griffins | 25         |                |    |                           |                      |                 |  |
|  | 1O         | Sankt Petersburg Griffins | 25         |                |    |                           |                      |                 |  |
|  | 1U         | Samara Stormbringers      | 14         |                |    |                           |                      |                 |  |
|  | 1U         | Samara Stormbringers      | 14         |                | 1O | Sankt Petersburg Griffins | 25                   |                 |  |
|  |            |                           |            |                | 1O | Sankt Petersburg Griffins | 25                   |                 |  |
|  |            |                           | 2O         | Spartak Moskva | 6  |                           |                      |                 |  |
|  | 1C         | Podolsk Vityaz            | 2O         | Spartak Moskva | 6  | 14                        |                      |                 |  |
|  | 1C         | Podolsk Vityaz            |            |                |    | 14                        |                      |                 |  |
|  | 2O         | Spartak Moskva            | 21         |                |    | Finale 3º posto           | Finale 3º posto      | Finale 3º posto |  |
|  | 2O         | Spartak Moskva            | 21         |                |    |                           |                      |                 |  |
|  |            |                           |            |                |    |                           |                      |                 |  |
|  |            |                           |            |                |    | 1U                        | Samara Stormbringers | 28              |  |
|  |            |                           |            |                |    | 1U                        | Samara Stormbringers | 28              |  |
|  |            |                           |            |                |    | 1C                        | Podolsk Vityaz       | 6               |  |

#### Semifinali
| Ščedrino 24 ottobre 2020, ore 11:00 | Sankt Petersburg Griffins | 25 – 14 (0-0 16-0 3-0 6-14) referto | Samara Stormbringers | Stadion p. Ščedrino |

| Ščedrino 24 ottobre 2020, ore 14:30 | Podolsk Vityaz | 14 – 21 (0-8 0-6 14-0 0-7) referto | Spartak Moskva | Stadion p. Ščedrino |

#### Finale 3º - 4º posto
| Ščedrino 25 ottobre 2020, ore 10:00 | Podolsk Vityaz | 6 – 28 (0-7 0-0 0-7 6-14) referto | Samara Stormbringers | Stadion p. Ščedrino |

#### I Finale
| Ščedrino 25 ottobre 2020, ore 14:00 | Sankt Petersburg Griffins | 25 – 6 (8-0 3-0 6-0 8-6) referto | Spartak Moskva | Stadion p. Ščedrino |

## Verdetti
- Sankt Petersburg Griffins Campioni della EESL Vysšaja Liga 2020

## Marcatori
| Giocatore    | Sq.                          | TD rush | TD recv | TD int | TD p.ret | TD k.ret | TD oth | Xp1 | Xp2 | FG  | Saf | Totale |
| ------------ | ---------------------------- | ------- | ------- | ------ | -------- | -------- | ------ | --- | --- | --- | --- | ------ |
| Klušin       | Sankt Petersburg Griffins    | 4+2     | 1       | 0      | 0        | 0        | 0      | 0   | 0   | 0   | 0   | 42     |
| Mansurov     | Sankt Petersburg Griffins    | 4       | 0       | 0      | 0        | 0        | 0      | 0   | 6+2 | 0   | 0   | 40     |
| Obuchov      | Samara Stormbringers         | 3+2     | 0       | 0      | 0        | 0        | 0      | 3+6 | 0   | 0   | 0   | 39     |
| Upolovnikov  | Samara Stormbringers         | 0       | 3+1     | 0+1    | 0        | 0        | 0      | 0   | 1   | 0   | 0   | 32     |
| Poverinov    | Sankt Petersburg Griffins    | 0       | 2+3     | 0      | 0        | 0        | 0      | 0   | 0   | 0   | 0   | 30     |
| 2 giocatori  | 26                           |         |         |        |          |          |        |     |     |     |     |        |
| Prakutin     | Spartak Moskva               | 0       | 2+1     | 0      | 0        | 1        | 0      | 0   | 0   | 0   | 0   | 24     |
| Gureev       | Moscow United                | 0       | 3       | 0      | 0        | 0        | 0      | 0   | 1   | 0   | 0   | 20     |
| Protasov     | Ekaterinburg Ural Lightnings | 0       | 3       | 0      | 0        | 0        | 0      | 0   | 0   | 0   | 0   | 18     |
| Lebedev      | Sankt Petersburg Griffins    | 0       | 1       | 0      | 0        | 0        | 0      | 5   | 1   | 0+1 | 0   | 16     |
| 2 giocatori  | 14                           |         |         |        |          |          |        |     |     |     |     |        |
| 6 giocatori  | 12                           |         |         |        |          |          |        |     |     |     |     |        |
| Bondarenko   | Samara Stormbringers         | 0       | 0       | 0+1    | 0        | 0        | 0      | 0   | 0   | 0   | 1   | 8      |
| 13 giocatori | 6                            |         |         |        |          |          |        |     |     |     |     |        |
| 2 giocatori  | 5                            |         |         |        |          |          |        |     |     |     |     |        |
| Team         | Sankt Petersburg Griffins    | 0       | 0       | 0      | 0        | 0        | 0      | 0   | 0   | 0   | 1+1 | 4      |
| 7 giocatori  | 2                            |         |         |        |          |          |        |     |     |     |     |        |
| Kuškin       | South Urals Scouts           | 0       | 0       | 0      | 0        | 0        | 0      | 1   | 0   | 0   | 0   | 1      |

- Miglior marcatore della stagione regolare: Mansurov ( Sankt Petersburg Griffins), 36
- Miglior marcatore dei playoff: Karneev ( Podolsk Vityaz), 20
- Miglior marcatore della stagione: Klušin ( Sankt Petersburg Griffins), 42